# ATV noticias
ATV Noticias es un noticiero peruano que se emite por la cadena de televisión ATV. Fue creado en 1992 en reemplazo de El Noticiero del Nueve. Se emite de lunes a viernes en tres ediciones. A la vez es un apéndice del sistema informativo de ATV+.

## Historia

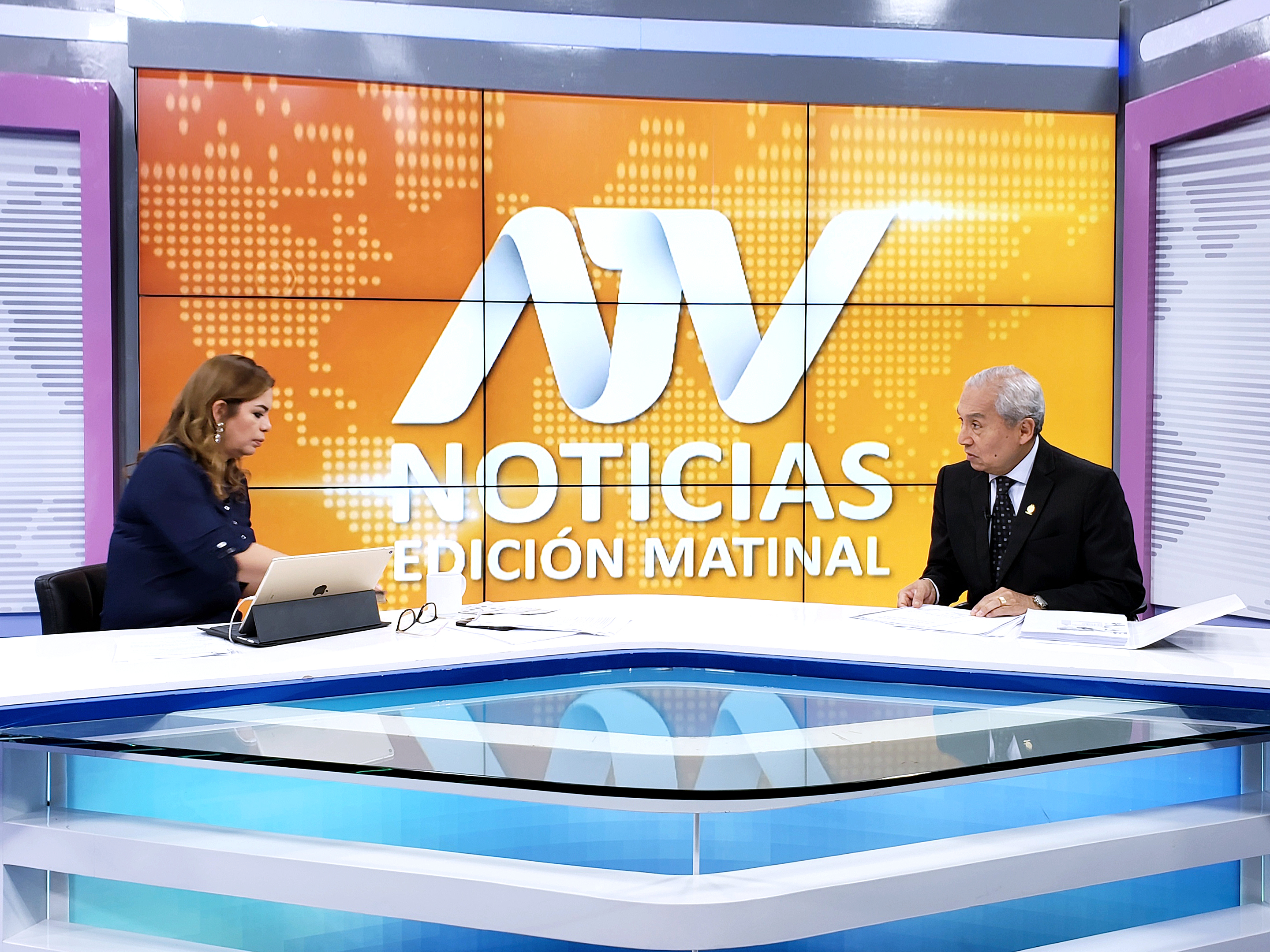
Milagros Leiva en la edición matinal del noticiero.

El primer servicio informativo del Canal 9 de Lima fue el noticiero Perú al Día, bajo la dirección del periodista y también directivo de Radio Miraflores, Ricardo Palma Michelsen.
En 1984, con la contratación de Julio Higashi López como director de informaciones se decide hacer cambios y se lanza El Noticiero del Nueve en el horario de las 11:00 p.m., como respuesta a El especial de 90 segundos de Frecuencia 2 (hoy Latina), el cual también venía haciendo su aparición. Ganó relevancia en 1986 cuando se realizó la caravana de 50 omnibuses para ver el cometa Halley.
Debido al cambio de imagen corporativa de Andina de Televisión, El Noticiero del Nueve pasó a llamarse ATV Noticias, saliendo por primera vez al aire el 14 de enero de 1992 a las 10:00 p.m. En 1994, la Coordinadora Nacional de Derechos Humanos reconoció al noticiero con el premio Periodismo y Derechos Humanos.
Entre 1995 y 1997, retomó el nombre de El Noticiero, donde además hizo su aparición la periodista Magaly Medina como conductora del bloque de espectáculos Magaly TeVe, el cual poco después daría lugar a uno de los programas de espectáculos más polémicos y a la vez recordados de la televisión peruana.
En 1997, vuelve ATV Noticias, con la conducción de Gonzalo Quijandría. 4 años más tarde, en 2001, con la entrada de Remigio Ángel González, el "Fantasma" como el nuevo propietario de ATV y el cambio de la línea editorial, se hizo una reingeniería total al noticiero con una nueva cortina musical, un nuevo logo y se establece como una marca característica (que se mantiene hasta hoy) la inclusión exclusiva de rostros femeninos como Pilar Higashi, Fiorella Sifuentes, Olinda Merzthal, Ana Trelles, Claudia Cisneros, Mávila Huertas, Drusila Zileri, Milagros Leiva, entre otras.
En 2007, ATV Noticias lanza su edición matutina llamada ATV Noticias: Primer reporte, en septiembre de 2010 se denominó Primera noticia (en alusión a un noticiero matutino de los 90 de Global Televisión), en 2014 se llama ATV Noticias: Al día, en 2016 se renombra Aquí y ahora (no relacionado con el programa estadounidense latino) título de un programa antiguo de ATV, en 2017 Central de noticias ATV y desde 2018 ATV Noticias: Edición matinal (que también se emite en simultáneo por ATV+).
En 2011, se lanza Primera Noticia: Fin de Semana y desde 2014 se llama ATV Noticias: Fin de semana. Sin embargo, por problemas desconocidos, quedó descontinuada en 2016. Así mismo, formó parte de la Alianza Informativa Latinoamericana.
En 2016, después de su retirada de la AIL, forma parte de la Red de Noticias Albavisión, en la que se comparte información con los medios afiliados a la red Albavisión. Además que cuenta con segmentos de denuncia ciudadana.
En enero de 2020, se integra Juliana Oxenford, luego de 11 años de ausencia, y se crea la edición ATV Noticias: Al estilo Juliana que va a las 7:00 p.m. desde el 13 de enero.
El 4 de julio de 2022, el noticiero se consolida desde las 5:00 a. m. con el bloque «Amanecer noticioso». A partir del 7 de julio, el espacio se fracciona, con el estreno de «ATV noticias: Edición matinal al día», con Cinthia Garreta y Luis Claros, que toma como base el programa Noticias al Día de ATV+ en el horario de lunes a viernes de 10:00 a. m. a 12:00 p. m. El 5 de septiembre de 2022, «ATV noticias: Edición matinal al Día» reduce su nombre a «Al Día», y cuya temática es un magacín; el horario de emisión, de 10:00 a 12:00, permanece inalterable. Desde el 24 de abril de 2023, Al Día solo se emite en ATV+ debido a un cambio de programación en ATV.
El 15 de diciembre de 2023, Juliana Oxenford se despidió de ATV con la última edición de Al estilo Juliana. Y el 18 de diciembre se estrena la edición "Noche" de ATV Noticias; tomando como base la franja horaria del programa anterior (Al Estilo Juliana).
En 2024, ATV noticias: Edición matinal definió su enfoque de noticias en casos sociales, «apostando por el ciudadano de a pie», según el presentador Julio Fernández.

## Informes adicionales
- En vivo: Las emisiones en vivo se realizan cuando los reporteros van a un lugar donde suceden los acontecimientos.
- Alerta: Informes acerca de advertencias sobre los sucesos que ocurren en el país y el mundo.
- Lo Último: Informes acerca de sucesos que sucedieron en vivo, pero que fueron transmitidos hace instantes.
- El tiempo: Generalmente no se usaba este informe, solo se usaba escasamente en los programas de ATV Noticias edición matinal y Punto de vista, pero solo mostrando imágenes del pronóstico, sin conducción y sin explicación.
- Informe económico: En 2011, en el programa Economía en directo de ATV+ se informaba el cambio de divisas, en 2018, en el programa Punto de vista se usaba este informe, pero sin explicación ni conducción, con la perspectiva de Lima.

## Presentadores

### Presentadores en la actualidad

Ely Yutronic, presentadora de Edición Central

| Edición            | Presentadores                     | Deportes                                                                    |
| ------------------ | --------------------------------- | --------------------------------------------------------------------------- |
| Amanecer noticioso | Jaqueline Martinez                |                                                                             |
| Edición nacional   | René Gastelumendi                 |                                                                             |
| Matinal            | Mari Calixtro y René Gastelumendi | Paul Perez                                                                  |
| Al día             | Cinthia Garreta y Luis Claros     |                                                                             |
| Ocurre ahora       | Mávila Huertas                    |                                                                             |
| Central            | Ely Yutronic                      | Jason Sanchez (Edición Central) y Paco Bazán (El Deportivo: En Otra Cancha) |

### ATV Noticias: Edición Central (1992-1995; 1997-presente)
Anteriormente llamado El Noticiero (1995-1997).
 Actualmente
- Ely Yutronic (desde el 27 de noviembre de 2023)

 Conductores temporales
- Pilar Higashi
- Juan Carlos Gambini

 Presentadores anteriores
- Drusila Zileri (marzo de 2005-2007; junio de 2015-agosto de 2021; abril de 2022-noviembre de 2023)
- Pamela Vértiz de la Flor (noviembre de 2021-abril de 2022)
- Carla Muschi (enero-diciembre de 2019)
- Claudia Cisneros (agosto de 2004-enero de 2005; agosto de 2015-agosto de 2016)
- Patricia del Río (octubre de 2011-noviembre de 2012)[12]
- Ana Trelles (2007-agosto de 2015)
- Mávila Huertas (septiembre de 2003-agosto de 2004)
- Olinda Merzthal (noviembre de 2002-septiembre de 2003)
- Karina Calmet (mayo-septiembre de 2002)
- Pilar Higashi (marzo de 2001-enero de 2019; agosto-octubre de 2021)

- Rubén Trujillo Mejía]] (1998-diciembre de 2000)
- Gonzalo Quijandría Fernández]] (1997-1998)
- Ingrid Yrivarren (1995-1997)
- Cecilia Valenzuela (1992-1996)
- Josefina Townsend (1992-1997)
- Gilberto Hume (1992-1994)
- Monica Canepa Crucet (1992-1996)
- Johanna San Miguel Dammert (1992-1997)
- María Claudia Zavalaga Muñoz-Najar (1992-1995)
- Arturo Pomar Gutiérrez (1992-1993)
- Suzie Sato Uesu (1992-1997)
- Aldo Morzán Ortiz (1992-1997)

### ATV Noticias: Noche (2023 - enero 2024 )
- Pilar Higashi Luy (desde el 18 de diciembre de 2023-enero 2024)

### ATV Noticias: Al Estilo Juliana (enero de 2020-diciembre 2023)
- Juliana Oxenford (enero-octubre de 2020; enero de 2021-diciembre 2023)

 Conductores temporales
- Pamela Vértiz de la Flor (octubre de 2020-enero de 2021, enero de 2022)
- Pilar Higashi Luy
- Alicia Retto (2021 y 2022)

### ATV Noticias: Edición Matinal (2018-presente)
Anteriormente llamado ATV Noticias: Primer Reporte (2007-2010) / Primera Noticia (2010-2014) / ATV Noticias: Al Día (2014-2016) / Aquí y Ahora (2016-2017) / CNA: Central de Noticias ATV (2017-2018).
 Actualmente
- René Gastelumendi (desde marzo de 2023 - Actualidad)
- Marí Calixtro (desde marzo de 2023 - Actualidad)

 Presentadores anteriores
- Julio Fernández (marzo de 2023 - diciembre de 2024)
- Romina Rossi Accinelli (mayo de 2020)
- Cinthia Garreta Paz (mayo de 2020; enero/marzo 2023)
- Carla Muschi (diciembre de 2019-febrero de 2020)
- Milagros Leiva (febrero de 2018-diciembre de 2019)
- Nicolás Lúcar (octubre de 2016-enero de 2017)
- Giovanna Díaz (octubre de 2016-marzo de 2017)
- Adolfo Bolívar (2016)
- Fernando Díaz (junio-octubre de 2016; 2018; 2019; mayo de 2020-2022)
- Pilar Higashi (2015-2016; enero-marzo de 2017; febrero-abril de 2020)
- Marisel Linares (2014-2018)

- Maribel Toledo-Ocampo (2014)
- Christian Hudtwalcker (2014-2015)
- Alicia Retto (2013-2014; junio-octubre de 2016; 2017-2018; mayo de 2020-2022)
- Carolina Macedo Bravo (noviembre de 2012-diciembre de 2013)
- Ana Trelles (octubre de 2011-noviembre de 2012)
- Pamela Vértiz de la Flor (mayo de 2010-septiembre de 2011)
- Augusto Álvarez Rodrich (2010-2014)
- María Teresa Braschi (2009-2010)
- Michael Patzl (2009-2010)
- Fiorella Sifuentes (2007-2009)
- Álvaro Ugaz Otoya (2007-2009)
- Juliana Oxenford (2007-2009)

### ATV Noticias: Fin de Semana (2014-2016)
Anteriormente llamado Primera Noticia: Fin de Semana (2011-2014)
- Cinthia Garreta Paz (2016)
- Carolina Salvatore (2015-2016)
- Alicia Retto (2013-2016)
- Adolfo Bolívar (2014-2015)
- Fernando Díaz (2011-2013; 2016-2017)

### El Deportivo(2002-presente)
Anteriormente llamado ATV Deportes (1992-1999) / Después del Futbol (1995-1997) / El Equipo (1999-2001). Desde 2022 es titulado como En otra cancha.
 Actualmente
- Steve Romero (2023-presente) [El Deportivo - ATV Noticias Edición Matinal]
- Paul Pérez (2023-presente) [El Deportivo - ATV Noticias Edición Matinal]
- Paco Bazán (2018-presente) [El Deportivo: En Otra Cancha]
- Jason Sanchez (2023-presente) [El Deportivo - ATV Noticias Edición Central]

Presentadores anteriores
- Renato Luna (2019-2021)
- Eddie Fleischman (2002-2015)
- Daniel Kanashiro (2001-2002)
- Alberto Beingolea (1999-2001)
- Gustavo Barnechea (1996-1997)
- Daniel Peredo (1992-1996)

### Espectáculos y afines
- Luciana Fuster (#Espectaculos en ATV) (2018)
- Mario Hart (#Espectaculos en ATV) (2018)
- Paula "Poly" Ávila (#Espectaculos en ATV) (2018)
- Carlos Cacho (#Espectaculos en ATV) (2018)
- Carol Reali "Cachaza" (#Espectaculos en ATV) (2018)
- Julissa Gonzáles (Programa Luna Negra) (1998-1999)
- Gabriela Rivera (Programa Luna Negra) (1997-1998)
- Magaly Medina (Bloque Magaly TeVe) (1995-1997)
- Mercedes Cardoso (ATV Espectáculos) (1992-1996)

## Logotipos
- 1992-1995: El logo de ATV de esa época (ATV en color dorado) y debajo, el texto Noticias en Helvética.
- 1997: El logo de ATV de la época, pero esta vez blanco, detrás un globo terráqueo azul con rayas y abajo el texto "Noticias" en Futura.
- 1997-1998: El logo de ATV de la época que le rodea un anillo azul que dice Noticias.
- 1998-2001: Con el cambio de imagen corporativa, el logo de ATV de aquel entonces (ATV de color blanco encima de un cuadrado redondo dividido en cuatro mitades de color verde, azul, rojo y amarillo) y debajo, el texto Noticias también de color blanco y tipografía similar a Helvética Bold, pero no en cursiva.
- 2001-2002: Con la reingeniería del noticiero. El mismo, pero sin el cuadrado de colores. Este logo solo se usaba como logotipo en pantalla en la esquina inferior derecha de la imagen. El efecto de posicionamiento, antes y después de los comerciales, de 2001 a 2002 tenía efecto de desvanecimiento y en 2002 se deslizaba suavemente del costado derecho.
- 2001-2016: Las letras ATV con la palabra Noticias en tipografía Helvética Bold y detrás un globo terráqueo, aparece en fondo anaranjado de 2001 a 2003 y luego en azul de 2003 a 2011. El logo en pantalla de enero a agosto de 2003 era metálico y un poco de perspectiva hacia arriba, luego en septiembre de 2003 a diciembre de 2004 era plano y el texto "ATV" giraba en 360°, luego de 2005 a 2006 era estático, por último de 2006 a 2008 estuvo en la esquina superior derecha y se alternaba con el logo de ATV.
- 2010-2011: El mismo logo pero ahora en perspectiva hacia la derecha donde se ubica un globo terráqueo.
- 2011-2014: El logo de las letras ATV y debajo,  un rectángulo con la palabra Noticias.
- 2014-2016: Se vuelve a usar el logotipo de 2001 pero la fuente de Noticias es Arial Bold y ahora esta encerrado en un círculo de fondo azul con borde dorado, emulando al logo de 1997.
- 2016-2018: El mismo logo, pero la fuente de la palabra Noticias es ahora Eras Bold y el círculo ahora es un paralelogramo cuadrado.
- Febrero-marzo de 2018: El mismo logo, pero la fuente de la palabra Noticias es ahora Arista 2.0 y el paralelogramo cuadrado desaparece, siendo reemplazado por unos fondos que contiene un mapamundi de puntos blancos: azul para la edición central y naranja para la edición matinal.
- Abril de 2018-enero de 2019: El nuevo logo de ATV (con las letras entrelazadas en forma de cinta y en cursiva), también se cambia la fuente de la palabra Noticias a Calibri Bold.
- Enero de 2019-Febrero 2020: El mismo que el anterior solo que la palabra Noticias cambia a Helvética Condensed Bold y la edición en fuente DIN.
- Febrero 2020-Enero 2025: Se usa un rectángulo de bordes redondos detrás del logo, que aparece en blanco. El rectángulo aparece en color naranja degradado en la edición matinal y azul claro degradado en las edición central (hasta 2021) y Al Estilo Juliana, aunque este último usaría de color guinda en 2021. También la edición está en fuente DIN Bold. Desde noviembre de 2021, el logo para la edición central consiste en un círculo gris de anillo rojo que contiene el logo de ATV Noticias en blanco y abajo un rectángulo rojo con esquinas inferior-izquierda y superior-derecha redondeadas que contiene el nombre de la edición en mayúsculas, color blanco y fuente Gotham Bold. En el 2023 la edición matinal uso un logo distinto que eran un cubo con 2 bordes redondeados, el logo de ese entonces las palabras Edición Matinal se ''movian de tamaño'', mientras que en noviembre de ese mismo año la edición central uso otro logo en que se usaba el logo de ATV pero la palabra Noticias y Edición Central en otra tipografia
- Desde el 6 de enero del 2025: Se usa ahora con el actual logo de ATV y la palabra Noticias vuelve a usar la fuente Helvetica, y las ediciones usan el mismo logo solo que cambian los colores dependiendo de la hora

## Cortina musical
La primera cortina musical utilizada bajo el nombre ATV Noticias fue Pinnacles de Craig Palmer (Network Music Ensemble).
En 1995, tras cambiar de nombre a El Noticiero se utilizó otro tema musical.
Posteriormente, con el relanzamiento de ATV Noticias, se grabó una cortina musical basada en los temas musicales utilizados por su predecesor El Noticiero del 9 entre 1984 y 1992, Tuesday #16 (Tuesday Productions Inc.) y Superpower (A) de Dick Walter (KPM Production Music), la cual se utiliza hasta 1998, año en el que se cambia nuevamente la cortina musical. 
En 1999, se vuelve a utilizar la versión de la cortina musical de 1997, en los años siguientes se grabarían nuevas versiones del mismo tema, en las cuales se varía el ritmo y se incluyen instrumentos distintos.
En 2001, con la reingeniería del noticiero, se compone un tema original con arreglos de Coco Tafur, que si bien aún mantuvo discretamente algunos compases de Tuesday #16 en high tempo, se le añadieron elementos propios, dando origen al nuevo tema musical de ATV Noticias, del cual posteriormente se crearon nuevas versiones en 2002, 2003, 2015 y 2018; las dos últimas fueron producidas por la casa de audio Rock Studio del compositor Charlie André Figueroa. En 2019, se lanza un nuevo cover, donde se aumentan dos octavas de sonido del tema de 2001.
En 2020, se agrega un tema totalmente diferente a la Edición Matinal y Central, la cual se compuso para la edición "Al Estilo Juliana". El tema ha sido reversionado en 2021 y 2022.
En 2022, se compuso una nueva versión del tema para el programa "Al Día", que consiste en un remix de la cortina musical de ATV Noticias.
El 2025, se compuso una reversión de la cortina musical para la Edición Central